# Sorhajó

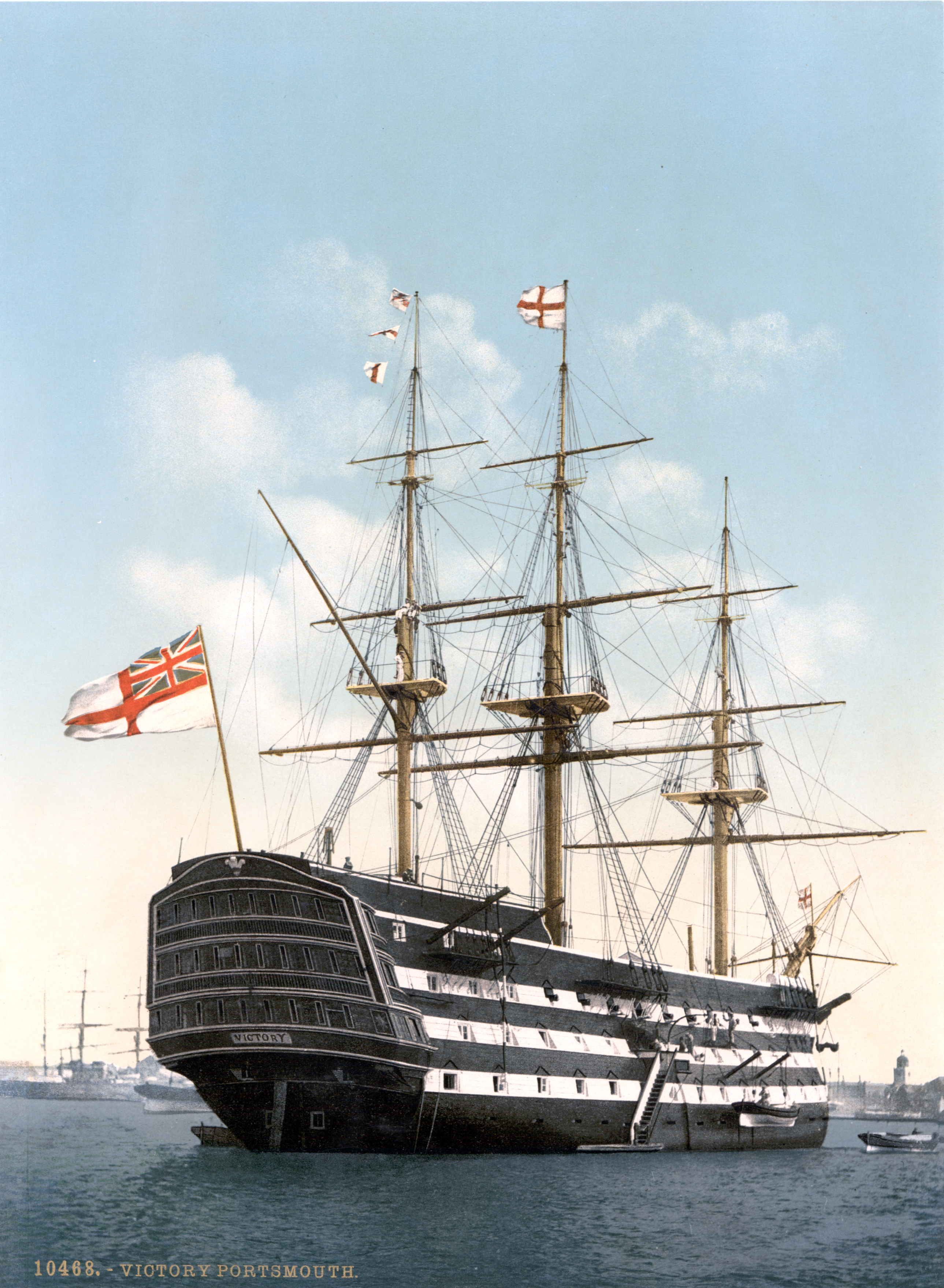
A brit Victory sorhajó

A sorhajó a gőz- és páncélozott hajók hadrendbe állítása előtt a legnagyobb hadihajó volt, amely az akkor használatos tüzérségi fegyverek méretével arányosan két és három, sőt, néha egymás fölött négy ágyúfedélzettel rendelkezett. Vízkiszorításuk kezdetben legalább 800 tonna volt és minimum 50 ágyúval voltak felszerelve, később azonban a nagyobb példányok nem ritkán 100-130 ágyút is hordoztak. Elnevezését arról kapta, hogy a sorhajók a tengeri csatában egymást követően, vonalban, úgynevezett csatasorban haladtak. Alapesetben az ellenfél hajósora mellett elhaladva oldalágyúikkal lőtték egymást. Méretük és az ágyúk száma alapján több osztályba sorolták őket. Az első osztályú sorhajó a 17. és 18. század fordulóján több mint 90 ágyúval rendelkezett, és vízkiszorítása elérte az 1500 tonnát. A későbbiekben a határok még följebb tolódtak, és az első osztály egységei közé a több mint 100 ágyúval felfegyverzett, 2000 tonnát meghaladó sorhajókat sorolták.

## A hajó felépítése
A sorhajó három teljes árbóccal rendelkezett; a túlméretezett hajótest ellenére haladási tulajdonságai igen jók voltak. A gőzhajó feltalálása után rövid ideig ezeket a hajókat is kisegítő gőzgéppel szerelték fel. A páncélozott hadihajók építésének megindulása, mint például a HMS Warrior a sorhajók értékét jelentősen lecsökkentette, ezért ezek a hajók a 20. század elejére teljesen eltűntek a hadrendből.

## A hajó parancsnoka
A sorhajó parancsnoka a sorhajókapitány, aki ezredesi rangban levő tengerész törzstiszt.
Ütegfedélzetes sorhajók: a brit Warrior sorhajó és a francia Gloire megjelenése után épült hasonló páncélozott hajók. A francia hajó fatestű de páncélzattal védett, az angol már acéltestű és páncélzattal védett hadihajó. Már használták a hátultöltő vontcsövű ágyúk kiforratlan kezdeti példányait. Az ágyúk elrendezése és ezek védelmére a vértezet mérete igen nagy volt és ez jelentős tömeget jelentett, a páncélzat vastagságát a méretek miatt már nem lehetett növelni. Az ágyúk helyzete is korlátozta a tűz alatt tartható területet. Ez az elrendezés konzerválta volna a vitorlásokra jellemző ütegfedélzetet, a javuló hatásfokú hátultöltős vontcsövű lövegek korára.
Központi üteges kazamatahajó: az ágyúk mennyiségét csökkentették és egy központi, jól védett erődbe „kazamatába” vonták össze őket. Megjelent a vízvonal védelmét szolgáló övpáncél. A hajó hosszirányába is telepítettek ágyúkat, a tüzelési terület kiterjesztésére.
Barbettes kazamatahajó: a következő lépcsőfok, a franciák a kazamaták felé négy páncélozott saroktornyot alakítottak ki, 45°-os szögben lecsapva a sarkokat. Így korlátozottan de szélesítették a tűz alatt tartható területet. A lövegek stabil beépítésűek voltak így a hajóval kellett célozni, ez hátrányos harcászati megoldás volt. Jellemző példája a francia Ocean.
Citadellapáncélos: az olasz Duilio és a Dandolo, valamint az angol Inflexible készült így. 340–430 mm-es ágyúkat telepítettek egy citadellába, ami így jelentős védelmet kaphatott, a hajó fontosabb részeit páncélozták.
Barbettás toronyhajó: a franciák által kedvelt kategória. Nyitott barbettákat alkalmazta a hajóikon 3-4 db-ot, mindegyikbe egy-egy ágyút telepítve. Az ágyúcső csak a tüzelés idejére bújt ki a páncélfal mögül, töltése hátrafordított és süllyesztett helyzetben történt. Ezért a barbetta vízcsepphez hasonló alakja. Az övpáncélt teljes hosszában megtartották. A védtelen oldalfelület miatt a lőszerfelvonó aknákat is páncélozták. Ezt a megoldást a csatahajókon is alkalmazták. A francia irányzat jó mintája az Amiral Duperré.
Redutos hajó: egyedi építésű hajókategória az olaszok által építve. Az Italia és testvérhajója a Lepanto épült így. Használták ugyan a barbettát, de a két forgótalapzatos ágyúpár együttes védelmére azt egy redutban egyesítették. A védettséget ezen kívül csak a lőszerfelvonó akna vértezete, a páncélfedélzet és a kémények előbbihez csatlakozó részének páncélozása szolgálta.
Tornyos páncélhajó: több kísérlet után és kitérő után visszatértek a tornyok alkalmazásához. A brit Nile volt az első, ami teljesen zárt lövegtornyot alkalmazott, hátultöltős vontcsövű ágyúkkal, szellőző berendezésekkel. A továbbiakban egyre nagyobb és erősebb hajók jelentek meg, kétféle főtüzérséggel, ami később a célzásoknál több gondot okozott, mint előnyt. Volt egy jellegzetesség, amit a csatahajók korai példányainál is megtartottak sokáig. Ez egy elhibázott következtetés volt, amit a Lissai csatánál lezajlott események hoztak. Ekkor a Tegetthoff tengernagy vezette Ferdinand Max oldalról belerohant az olasz Re D'Italia hajóba, azt meglékelte és elsüllyesztette. Ezért hitték azt sokáig, hogy a nagy hajók alkalmasak lesznek a kosolásra, sarkantyúikkal, elsüllyesztve az ellenséget az ágyúik helyett.